# جيسيكا سمبسون
جيسيكا سمبسون (ولدت في 10 يوليو، 1980) (بالإنجليزية: Jessica Simpson)‏ هي مغنية بوب أمريكية، بدأت تشتهر كمغنية في أواخر التسعينيات.

## ألبوماتها

### Sweet Kisses
- سنة الإصدار: 1999
- الأغاني التي صدرت مفردة منه: I Wanna Love You Forever (عام 1999)، وWhere You Are وI Think I'm in Love With You (عام 2000)

### Irresistible
- سنة الإصدار: 2001
- الأغاني التي صدرت مفردة منه: Irresistible وA Little Bit

### In This Skin
- سنة الإصدار: 2003
- الأغاني التي صدرت مفردة منه: Sweetest Sin (عام 2003)، وWith You وTake My Breath Away وAngels (عام 2004)

### A Public Affair
- سنة الإصدار: 2006
- الأغاني التي صدرت مفردة منه: These Boots Are Made for Walkin وA Public Affair وI Belong To Me

### Do You Know
- سنة الإصدار: 2008
- الأغاني التي صدرت مفردة منه: Come on Over وRemember Tha وPray Out Loud

## ألبومات أخرى

### This Is the Remix
- سنة الإصدار: 2002

### Rejoyce: The Christmas Album
- سنة الإصدار: 2004
- الأغاني التي صدرت مفردة منه: Let It Snow, Let It Snow, Let It Snow وWhat Christmas Means to Me

## أفلام ومسلسلات
- Newlyweds: Nick and Jessica : 2003 ~ 2005 (نفسها)
- That '70s Show : 2002 ~ 2003 (ضيف شرف)
- The Twilight Zone :2003 (ضيف شرف)
- 2005: The Dukes of Hazzard (دور رئيسي)
- Employee of the Month: 2006 (دور رئيسي)
- Blonde Ambition: 2007 (دور رئيسي)
- Private Valentine: Blonde & Dangerous :2008 (دور رئيسي)
- I Get That a Lot :2009 : (ضيف شرف)

## فيلموغرافيه
| السنة | العنوان                        | دور    | ملاحظة         |
| ----- | ------------------------------ | ------ | -------------- |
| 2003  | المتزوجون حديثا : نيك وجيسيكا  | جيسيكا | تلفزيون الواقع |
| 2010  | ثمن الجمال                     | جيسيكا | نلفزيون الواقع |
| 2004  | نيك وجيسيكا الأسرة عيد الميلاد | جيسيكا | برنامج موسيقي  |
| 2004  | نيك وجيسيكا متنوعة ساعة        | جيسكيا | برنامج كوميديا |

## حياتها الشخصية
أعلنت سيمبسون في بيان مساء يوم الاثنين 13 يناير 2025 جيسيكا سيمبسون انفصالها عن إريك جونسون بعد 10 سنوات من الزواج وإنهما عاش منفصلين منذ عشر سنوات بدأت علاقتها مع لاعب كرة القدم الأميركي سابق إريك جونسون في عام 2010 وتزوجا في عام 2014 في سانتا باربرا. لدى الزوجين ثلاثة أبناء هم ماكسويل "ماكسي" درو، وأيس نوت، بيردي ماي.
كانت سيمبسون متزوجة سابقًا من المغني نيك لاتشي، الذي شاركت معه بطولة مسلسل الواقع عروسين: نيك وجيسيكا على قناة إم تي في قبل انفصالهما في عام 2005.

## وصلات خارجية
- جيسيكا سمبسون على موقع IMDb (الإنجليزية)
- جيسيكا سمبسون على موقع ميتاكريتيك (الإنجليزية)
- جيسيكا سمبسون على موقع الموسوعة البريطانية (الإنجليزية)
- جيسيكا سمبسون على موقع روتن توميتوز (الإنجليزية)
- جيسيكا سمبسون على موقع قاعدة بيانات الأفلام العربية
- جيسيكا سمبسون على موقع ألو سيني (الفرنسية)
- جيسيكا سمبسون على موقع ميوزك برينز (الإنجليزية)
- جيسيكا سمبسون على موقع رولينغ ستون (الإنجليزية)
- جيسيكا سمبسون على موقع أول موفي (الإنجليزية)
- جيسيكا سمبسون على موقع قاعدة بيانات الأفلام السويدية (السويدية)

- الموقع الرسمي